# Betro (Kemlagi)
Betro is een bestuurslaag in het regentschap Mojokerto van de provincie Oost-Java, Indonesië. Betro telt 3443 inwoners (volkstelling 2010).